# 1976년 하계 올림픽 다이빙
제21회 하계 올림픽 다이빙 경기는 1976년 캐나다 몬트리올에서 열렸다.